# Ermitage San Bartolomeo in Legio
L'ermitage San Bartolomeo in Legio (italien : Eremo di San Bartolomeo in Legio) est un ermitage catholique situé dans la commune de Roccamorice, dans la Province de Pescara et la région des Abruzzes, en Italie.